# 1-Hexakozanol
Az 1-hexakozanol egy telített, 26 szénatomos, primer zsíralkohol. Szobahőmérsékleten fehér viaszos anyag. Oldódik kloroformban, de vízben oldhatatlan. Előfordul a természetben az epikutikuláris viaszban számos növényfajnál.

## Fordítás
Ez a szócikk részben vagy egészben  a(z)   1-Hexacosanol című angol Wikipédia-szócikk ezen változatának fordításán alapul.  Az eredeti cikk szerkesztőit annak laptörténete sorolja fel. Ez a jelzés csupán a megfogalmazás eredetét és a szerzői jogokat jelzi, nem szolgál a cikkben szereplő információk forrásmegjelöléseként.